# Кинотеатр кошмаров
«Кинотеатр кошмаров» (англ. Nightmare Cinema) — американский фильм-антология ужасов 2018 года режиссёров Алехандро Брюгеса, Джо Данте, Мика Гарриса, Рюхэя Китамуры и Дэвида Слейда. Премьера в Росcии — 8 апреля 2021 года.

## Сюжет
Пятеро незнакомцев собираются в наводненном привидениями кинотеатре, принадлежащем киномеханику (Микки Рурк). Оказавшись внутри, зрители становятся свидетелями серии просмотров, демонстрирующих их самые глубокие страхи и самые темные секреты пяти историй.

## В ролях
- Микки Рурк — киномеханик
- Ричард Чемберлен — доктор Ленер
- Патрик Уилсон — Эрик
- Эрик Нельсен — Фред / сварщик
- Мариэла Гаррига — сестра Патрисия
- Элизабет Ризер — Хелен
- Сара Элизабет Уизерс — Саманта
- Адам Годли — доктор Сальвадор
- Эзра Баззингтон — уборщик / Рон / существо
- Стефани Куд — Дэни
- Аннабет Гиш — Чарити
- Фали Ракотохавана — Райли
- Марк Гроссман — Дэвид

## Награды и номинации
Фильм получил номинацию на Кливлендском международном кинофестивале за лучший американский независимый фильм, а также номинацию на Fangoria Chainsaw Awards в категории «Лучший фильм в ограниченном прокате».